# أبو سوادة
أبو سوادة هي قرية ومورد ماء يتبعُ محافظة الأحساء في المِنطقة الشرقيَّة في المَملكة العربيَّة السعوديَّة.

## الموقع
تقع قرية أبو سوادة في محافظة الأحساء في المِنطقة الشرقيَّة وتبعد عن مدينة الهفوف مسافة حوالي 135 كم جنوب غرب؛ يقع الطريق السريع رقم 75 شرق المورد مسافة 38 كم. وتبعد جنوبًا عن قرية الحني مسافة 22 كم.